# 阿蘭泰
阿蘭泰（穆麟德轉寫：arantai，？—1699年），滿洲鑲藍旗，富察氏，清朝政治人物、清朝工部尚書。
阿蘭泰由兵部笔帖式转任兵部郎中。康熙十九年（1680年）经议政王大臣等疏荐，练习部务。三藩之乱时，他博闻强记，专习军机文檄。康熙二十年（1681年），擢光禄寺卿，任内阁学士，参与修纂《平定三逆方略》，充方略馆副总裁兼《明史》副总裁。曾任左都御史。康熙二十六年（1687年）二月辛酉，接替佛倫，擔任清朝工部尚書，后改兵部尚書。由蘇赫接任工部尚書。再改任吏部尚书。康熙二十八年（1689年）充三朝国史总裁。五月，改任武英殿大学士，改任国史馆总裁。康熙三十一年（1692年)，陕西饥荒。与河道总督靳辅议运江淮粮米至西安，以备积储。康熙三十五年（1696年），康熙帝征噶尔丹，宿卫紫禁城，综理奏章。秋季，随康熙帝出归化城（今内蒙古呼和浩特市），奉命经理军务。康熙三十六年（1697年），为《平定朔漠方略》总裁官，深得康熙帝赞许。康熙三十八年（1699年）九月，阿兰泰去世，谥号文清。